# Río Cuarto megye
Río Cuarto egy megye Argentínában, Córdoba tartományban. A megye székhelye Río Cuarto.

## Települések
Önkormányzatok és települések (Municipios y comunas)
- Achiras
- Adelia María
- Alcira Gigena
- Alpa Corral
- Berrotarán
- Bulnes
- Chaján
- Chucul
- Coronel Baigorria
- Coronel Moldes
- Elena
- La Carolina
- La Cautiva
- Las Acequias
- Las Albahacas
- Las Higueras
- Las Peñas Sud
- Las Vertientes
- Malena
- Monte de Los Gauchos
- Río Cuarto
- Sampacho
- San Basilio
- Santa Catalina
- Suco
- Tosquita
- Vicuña Mackenna
- Villa El Chacay
- Washington